# Adiabatisches Theorem der Quantenmechanik
Die Quantenmechanik beschreibt physikalische Systeme mit einem System-spezifischen Hamiltonoperator und Eigenzuständen dieses Operators. Das adiabatische Theorem der Quantenmechanik, auch Adiabatensatz der Quantenmechanik genannt, besagt, dass ein quantenmechanisches System in guter Näherung in einem Eigenzustand verbleibt, wenn der Hamiltonoperator explizit von der Zeit abhängt, sich aber nur langsam ändert. Die zeitliche Änderung beruht dabei auf außerhalb vom System vorgegebenen Parametern, z. B. magnetischen oder elektrischen Feldern oder geometrischen Größen.

## Geschichte
Das adiabatische Theorem der Quantenmechanik geht zurück auf Arbeiten von Max Born und Wladimir Fock aus dem Jahr 1928. Eine vollständige mathematische Formulierung gelang jedoch erst Tosio Kato (1950) im Zusammenhang mit der Störungstheorie linearer Operatoren.
Michael Berry zeigte 1984, dass bei zyklischer adiabatischer Änderung der Parameter das System zwar in seinen Ausgangszustand zurückkehrt, aber unter Umständen einen von der Geometrie des Parameterraums abhängigen Phasenfaktor erhält (Berry-Phase).

## Beispiele

### Born-Oppenheimer-Näherung
Eine Anwendung ist die Born-Oppenheimer-Näherung für die Berechnung der Wellenfunktionen von Atomkernen und Elektronen in einem Molekül. Die auf Max Born und Robert Oppenheimer zurückgehende Methode basiert auf der Annahme, dass sich die Wellenfunktionen von Atomkernen und Elektronen separat behandeln lassen. Der Grund dafür ist die viel größere Masse der Atomkerne, die sich daher viel langsamer bewegen als die Elektronen. Die Elektronen befinden sich daher und verbleiben in Eigenzuständen in dem von den Atomkernen erzeugten quasistatischen elektrischen Feld.

### Adiabatische Quantencomputer
Die Spielregel bei dieser Art von Quantencomputer besteht darin, ein System mit bekanntem einfachem Grundzustand durch langsames Ändern von Parametern aus diesem Grundzustand adiabatisch in den Grundzustand eines anderen komplizierteren Systems zu überführen. Es ist bewiesen, dass jeder konventionelle Quantenalgorithmus äquivalent zur Ermittlung des Grundzustands eines entsprechenden Hamiltonoperators ist. Man kann daher im Prinzip in einem adiabatischen Quantencomputer alle Quantenalgorithmen ausführen. Man könnte daran denken, den fraglichen Grundzustand einfach durch Absenken der Temperatur zum Vorschein zu bringen.
Eine adiabatische Annäherung an den Grundzustand aus anderer Richtung ist in vielen Fällen aber aussichtsreicher.

## Bezug zum Adiabatentheorem der klassischen Mechanik
Das Adiabatentheorem der klassischen Mechanik besagt, dass bei adiabatischen Änderungen von Systemparametern die
Wirkungsvariablen {\displaystyle J_{m}=}∮{\displaystyle p_{m}{\textrm {d}}q_{m}} invariant sind.
Nach der Quantisierungsvorschrift der alten Quantenmechanik ist nach Sommerfeld zu setzen {\displaystyle J_{m}=2\pi \hbar n_{m}}  mit ganzen Zahlen {\displaystyle n_{m}.}  Die Invarianz von {\displaystyle J_{m}}  bedeutet daher, dass die Zahlen {\displaystyle n_{m}} konstant bleiben. Dies entspricht der Aussage des Adiabatentheorems der Quantenmechanik, wonach keine Übergänge zwischen Quantenzuständen erfolgen.
Physikalisch und anschaulich impliziert ein sich im Verlauf einer Zeit {\displaystyle T} ändernder Hamiltonoperator eine von außen aufgezwungene Frequenz der Größenordnung {\displaystyle \omega =1/T} und somit eine Energie der Größenordnung {\displaystyle E=\hbar \omega =\hbar /T}. Ist diese Energie kleiner als alle Energiedifferenzen {\displaystyle \left|E_{m}-E_{n}\right|}, kann kein Übergang erfolgen.

## Beweis-Schema
Ein Beweis des Adiabatentheorems ist nicht einfach, und es gibt Beweisvarianten mit unterschiedlichen Voraussetzungen oder anderer quantitativer Abschätzung der Abweichung vom Grenzfall. Der Beweis nach Born und Fock gilt nur, wenn es keine Entartung gibt, ist dafür aber geradlinig.
Ein zeitabhängiger Hamiltonoperator {\displaystyle H\left(t\right)} hat für jeden Wert der Zeitvariable {\displaystyle t} Eigenzustände {\displaystyle \left|n\left(t\right)\right\rangle } mit Energie {\displaystyle E_{n}\left(t\right)}. Ein beliebiger Zustandsvektor lässt sich nach diesen Basisvektoren entwickeln. Es interessiert die Lösung {\displaystyle \left|\psi \left(t\right)\right\rangle =\Sigma _{n}c_{n}\left(t\right)\left|n\left(t\right)\right\rangle e^{i\varphi _{n}\left(t\right)}}
der zeitabhängigen Schrödingergleichung {\displaystyle \partial _{t}\left|\psi \left(t\right)\right\rangle =-iH\left(t\right)\left|\psi \left(t\right)\right\rangle } (die Plancksche Konstante ist {\displaystyle \hbar } weggelassen).
Die (reellen) Phasen {\displaystyle \varphi _{n}\left(t\right)} sind frei wählbar, haben bei geeigneter Wahl aber auch eine physikalische Bedeutung. Das Amplitudenquadrat {\displaystyle \left|c_{n}\left(t\right)\right|^{2}} ist die Wahrscheinlichkeit, das System zur Zeit {\displaystyle t} im entsprechenden Eigenzustand vorzufinden. Einsetzen von {\displaystyle \left|\psi \left(t\right)\right\rangle } in die Schrödingergleichung liefert
{\displaystyle {\begin{aligned}\sum _{n}\left\{\left({\overset {\cdot }{c}}{}_{n}+ic_{n}{\overset {\cdot }{\varphi }}{}_{n}\right)\left|n\left(t\right)\right\rangle +c{}_{n}\left|\partial _{t}n\left(t\right)\right\rangle \right\}e^{i\varphi _{n}}&=-i\sum _{n}c_{n}E_{n}\left(t\right)\left|n\left(t\right)\right\rangle e^{i\varphi _{n}},\\{\overset {\cdot }{c}}{}_{m}+ic_{m}{\overset {\cdot }{\varphi }}{}_{m}+\sum _{n}c{}_{n}\left\langle m\left|\partial _{t}n\right.\right\rangle e^{i\left(\varphi _{n}-\varphi _{m}\right)}&=-ic_{m}E_{m}\left(t\right).\end{aligned}}}
Die zweite Zeile ist das Skalarprodukt der ersten Zeile mit dem konjugierten Eigenvektor {\displaystyle \left\langle m\left(t\right)\right|}. Mit der Wahl
{\displaystyle \varphi _{n}=\theta _{n}+\gamma _{n},\qquad \theta _{n}=-\int _{0}^{t}E_{n}\left(t\right)\mathrm {d} t,\qquad \gamma _{n}=i\int _{0}^{t}\left\langle n\left|\partial _{t}n\right.\right\rangle \mathrm {d} t=i\int _{0}^{n(t)}\left\langle n\left|\mathrm {d} n\right.\right\rangle }
hebt der {\displaystyle {\overset {\cdot }{\varphi }}} -Term die r. S. und den Diagonalterm der Summe weg. Dabei ist {\displaystyle \theta _{n}\left(t\right)} die „triviale“ Phasenänderung entsprechend der Energie {\displaystyle E_{n}\left(t\right)}, {\displaystyle \gamma _{n}\left(t\right)} ist die Berry-Phase. Es verbleibt
{\displaystyle \partial _{t}c_{m}=-\sum _{n\neq m}c{}_{n}\left\langle m\left|\partial _{t}n\right.\right\rangle e^{i\left(\varphi _{n}\left(t\right)-\varphi _{m}\left(t\right)\right)}.}
Es sei {\displaystyle H} über eine große Zeitskala {\displaystyle T} von der Zeit abhängig, d. h. {\displaystyle H=H\left(s\right)} mit {\displaystyle s=t/T} und {\displaystyle 0\leq s\leq 1}.
Die aus der statischen Schrödingergleichung abgeleiteten Zustandsvektoren {\displaystyle \left|n\right\rangle },
Energien {\displaystyle E_{n}} und Berryphasen {\displaystyle \gamma _{n}} sind dann Funktionen
von {\displaystyle s}. Die trivialen Phasen enthalten dagegen einen Faktor {\displaystyle T},
{\displaystyle \theta _{n}=-T\int _{0}^{s}E_{n}\left(s\right)\mathrm {d} s=-T\epsilon _{n}\left(s\right).}
Zur Zeit {\displaystyle t=0} befinde sich das System im Zustand {\displaystyle r}. Die Strategie
ist jetzt, für große {\displaystyle T} den Ansatz {\displaystyle c_{m}=\delta _{m,r}+c_{m}^{\left(1\right)}}
zu machen und {\displaystyle c_{m}^{\left(1\right)}} iterativ zu bestimmen. Mit {\displaystyle \epsilon _{rm}=\epsilon _{r}-\epsilon _{m}}
folgt für {\displaystyle m\neq r}
{\displaystyle \partial _{s}c_{m}^{\left(1\right)}=-\left\langle m\left|\partial _{s}r\right.\right\rangle e^{i\gamma _{r}\left(s\right)-i\gamma _{m}\left(s\right)}e^{iT\epsilon _{rm}\left(s\right)}=f_{mr}\left(s\right)e^{iT\epsilon _{rm}\left(s\right)}}
mit einer stetigen Funktion {\displaystyle f_{mr}\left(s\right)}. Nach Voraussetzung sei {\displaystyle \left|E_{m}\left(s\right)-E_{r}\left(s\right)\right|\geq \epsilon } mit positivem {\displaystyle \epsilon }. Das Integral {\displaystyle \epsilon _{rm}\left(s\right)=\int _{0}^{s}\left(E_{m}\left(s\right)-E_{r}\left(s\right)\right)\mathrm {d} s}
ist dann eine monotone Funktion und invertierbar. Dies liefert
{\displaystyle {\textrm {d}}c_{m}^{\left(1\right)}=f_{mr}\left(s\left(\epsilon _{rm}\right)\right)e^{iT\epsilon _{rm}}{\frac {{\textrm {d}}\epsilon _{rm}}{E_{m}-E_{r}}}.}
Das Integral dieser Gleichung von {\displaystyle \epsilon _{rm}\left(0\right)=0}
bis {\displaystyle \epsilon _{rm}\left(1\right)} wird nach dem Lemma von Riemann-Lebesgue mit wachsendem {\displaystyle T} beliebig klein. Sofern der Integrand differenzierbar ist, ist das Integral von der Größenordnung {\displaystyle O\left(1/T\right).} Somit werden die Wahrscheinlichkeiten {\displaystyle \left|c_{m}\right|^{2}}, das System in einem Zustand {\displaystyle m\neq r} vorzufinden, beliebig klein, und es verschwinden auch alle endlichen Summen, {\displaystyle \lim _{T\rightarrow \infty }\Sigma _{m\neq r}^{N}\left|c_{m}\right|^{2}=0}. Dass auch die Restsummen klein werden folgt schon daraus, dass für Übergänge in Zustände mit hoher Energie nicht genug Energie zur Verfügung steht.